# Rose Akol
Pour les articles homonymes, voir Akol.
Rose Akol, née le 27 novembre 1964 dans le discrit de Bukedea (Ouganda), est une femme politique ougandaise. Membre du Mouvement de résistance nationale, elle est ministre de l'Intérieur depuis 2015.

## Sources
- (en) Cet article est partiellement ou en totalité issu de l’article de Wikipédia en anglais intitulé « Rose Akol » (voir la liste des auteurs).